# Назанский, Василий Иванович
Василий Иванович Назанский (1798—1867) — русский педагог, преподаватель юридических наук.

## Биография
Родился в 1798 году в семье священника Преображенской церкви села Посаде Большие Соли Костромской губернии Иоанна Андреева (1773—1849).
Окончив Костромскую духовную семинарию, около 1817 года поступил в Санкт-Петербургский Педагогический институт, в феврале 1819 года преобразованный в Санкт-Петербургский университет. по окончании университета поступил в аудиторский департамент Главного Штаба, а затем был преподавателем юридических наук в школе гвардейских подпрапорщиков и юнкеров, в Пажеском корпусе, в Морском и Павловском кадетских корпусах и в аудиторской школе. С 1841 года служил в Кораблестроительном департаменте Морского Министерства. С 1858 года в чине коллежского советника стал служить депутатом оценочной комиссии Костромского губернского правления.
Был награждён орденом Св. Анны 3-й степени (1850), а также знаком отличия беспорочной службы за XV лет (1845) и за XX лет (1850).
Умер в чине статского советника 25 марта (6 апреля) 1877 года и был похоронен на костромском Лазаревском кладбище.
За составленные им «Краткое руководство к познанию правил для производства следственных и военно-судных дел, на существующих узаконениях основное» (СПб., 1832) и «Производство дел следственных, извлеченное из Свода Законов Российской Империи» (СПб., 1834) был удостоен бриллиантовых перстней из Кабинета Его Императорского Величества в 1833 и 1839 годах.

## Семья
Женился 6 октября 1829 года на дочери титулярного советника Фредерике (Александровне) Монтепо. Их дети:
- Иван (28.06.1830—?
- Софья (25.01.1836—?)
- Георгий (09.03.1837 — не ранее 1876)
- Виктор (12.12.1838—?)
- Екатерина (24.11.1840—?)
- Надежда (21.03.1844—?)